# 베를린 융페른하이데역
베를린 융페른하이데역(Bahnhof Berlin Jungfernheide)역은 베를린 샤를로텐부르크빌머스도르프구 샤를로텐부르크의 북쪽 끝에 있는 베를린 순환선 및 베를린 U7의 철도역이다. 지상 역사에는 S반과 지역간 열차 승강장이 각각 1면 2선씩 있으며, 막스도른슈트라세(Max-Dohrn-Straße)와 올베르스슈트라세(Olbersstraße)로 향하는 보행자 터널이 있다. 동쪽 보행자 터널은 도시 철도역 환승 통로로도 사용된다. 버스 정류장은 지상역 남쪽과 북쪽에 모두 있으며, 자전거 및 P&R 주차장이 있다. 엘리베이터가 지상 및 지하역 모두에 설치되어 있다.

## 간선 철도
베를린 순환선은 1871년부터 1877년까지 단계적으로 개통되었다. 융페른하이데 인근의 철도역은 계획 당시에는 없었다가 나중에 추가되었고, 1894년 5월 1일 섬식 승강장 하나로 개통했다. 1908년부터는 레어테역에서 출발하는 서부 방면 근교 열차(부스터마르크, 나우엔 등)의 정차를 위해서 두 번째 승강장이 건설되었다. 1929년에는 B 승강장이 전철화되어 S반에 편입되었다.
지멘스에서는 자체적인 S반 노선인 지멘스선을 1927년부터 1929년까지 건설하여 통근용으로 사용했다. 융페른하이데역은 지멘스선의 종착역으로도 기능했기 때문에 새로운 C 승강장이 기존 승강장에서 동쪽으로 떨어진 곳에 건설되었다. 지멘스선의 S반 열차는 이 역에서 종착할 때 B 승강장에 먼저 정차한 다음 200 m 정도 동쪽으로 이동하여 C 승강장에도 정차했다.
제2차 세계 대전으로 인하여 1945년 4월부터 6월까지 영업을 중단하고, 그 후 증기 기관차로 임시 운행을 하다가 8월부터 전동차 운행이 재개되었다. 소련에 전쟁 배상으로 공출된 선로를 대체하기 위해서 부스터마르크 및 나우엔 방면 근교선 영업을 레어테선의 열차선의 융페른하이데-슈판다우간을 전철화하여 개시했다. 1951년 8월 28일에는 슈핀들러스펠트역-슈타켄역간을 S반 열차가 운행했다. 1951년 레어테역 폐지로 인하여 슈타켄 및 팔켄제 방면 승객은 열차를 갈아타야 했다.
서베를린의 S반 보이콧으로 인하여 승객 수가 감소했다. 그 결과 C 승강장이 철거되었고 B 승강장의 폭이 확대되었다. 베를린 지하철 7호선 개통 당시에는 S반 영업이 중단되었기 때문에 환승 또한 불가능했다. 독일의 재통일 이후 1992년부터 1994년까지는 임시로 과거의 S반 승강장(B 승강장)에서 나우엔 방면 지역간 열차가 출발했다. 그 후 순환선 재개통 준비를 위하여 베스트크로이츠역으로 지역간 열차 영업이 전환되었다.
1997년 4월 15일 베스트엔트-융페른하이데간 순환선 운행이 복구되면서 S반이 재개통되었다. 1999년에는 베스트하펜까지 S반 운행이 복구되었고, 2002년 6월 15일에는 순환선 전 구간이 복구되었다.
2015년 말부터 1인 승무를 위한 ZAT-FM이 도입되었다.
지역간 열차 승강장은 베를린-레어테선에만 설치되어 있으며, 2006년 5월 28일부터 열차가 다시 정차하기 시작했다. 새로운 베를린 남북 장거리선을 통해서 베를린 중앙역 지하 승강장으로 열차가 운행했다. 역 남쪽으로는 베를린 순환선의 열차선이 지나가며, 별도의 승강장은 없다.

## 도시 철도
도시 철도 융페른하이데역은 1980년 10월 1일 U7의 리하르트바그너플라츠역-로어담역 구간 개통 당시에 개업했다. 원래는 S반과의 환승역으로 계획되었지만 독일국영철도 파업으로 인하여 개통 2주 전에 S반이 영업을 정지했다. 역사는 라이너 륌러가 설계했다. 세라믹 타일 재질로 역사 내 외벽을 마감했으며, 꽃을 형상화한 모자이크 디자인을 사용했다. 역 개통 초기에는 조명 시설이 부족하여 역사 내부가 어두웠으나, 이후에는 폐쇄된 승강장에도 조명이 가동되었다.
지하역은 U5의 베를린 테겔 공항 방면 연장을 염두에 두고 복층형 섬식 승강장으로 건설되었다. U7 노선은 각 층의 서쪽 선로를 사용하며, 상층 승강장은 루도역 방면, 하층 승강장은 라트하우스 슈판다우역 방면 열차가 정차한다. 1997년 12월 17일에는 엘리베이터가 설치되었다.
각 섬식 승강장의 동쪽 선로는 U5 노선용으로 배정되었다. 베를린 테겔 공항의 폐항이 예정되면서 U5 노선 연장도 중단되었다. 이후 이 공간과 미사용 선시공부는 소방 훈련용으로 사용되었다. 2003년 7월 14일 해당 목적으로 개조되었으며, 길이 350 m 중 90 m는 연기 훈련용 공간이다. BVG 직원 외에도 베를린 소방대, 경찰, 응급 의사, 민방위 훈련에서도 화재 대비 및 탈출 훈련에 사용한다. 이를 위한 비상 출입구가 있다.
2018년 말 1960년대와 1970년대 서베를린에 건설된 도시 철도역 12곳의 일부로 베를린의 건축유산으로 지정되었다.

## 인접 철도역
베를린 버스 M21, M27, X21, 109번과 환승 가능하다.
| RE·RB                                       | RE·RB     | RE·RB                                 |
| ------------------------------------------- | --------- | ------------------------------------- |
| 슈판다우 슈텐달/라테노 방면                 | RE 4      | 중앙역 팔켄베르크 (엘스터) 방면       |
| 중앙역 쥐트크로이츠 방면                    | RB 10     | 슈판다우 나우엔 방면                  |
| 중앙역 쥐트크로이츠 방면                    | RB 14     | 슈판다우 나우엔 방면                  |
| 슈판다우 포츠담 중앙역 방면                 | RB 21     | 게준트브루넨 베를린 게준트브루넨 방면 |
| 베를린 S반                                  |           |                                       |
| 베스트엔트 반시계방향 순환                  | S41 · S42 | 보이셀슈트라세 시계방향 순환          |
| 베를린 지하철                               |           |                                       |
| 야코프카이저플라츠 라트하우스 슈판다우 방면 | U7        | 미렌도르프플라츠 루도 방면            |